# Jan de Czarnków
Jan(ko) de Czarnków (em polonês/polaco:  Jan(ko) z Czarnkowa; em latim: Jancone de Czarnekow; Czarnków, c. 1320 – Gniezno, 5 de abril de 1387), foi um historiador e cronista polonês, Vice-Chanceler da Coroa e Arquidiácono de Gniezno.
Iniciou sua carreira como diplomata a serviço de um dos bispos poloneses, e posteriormente fez parte da Chancelaria Real. De 1366 a 1371 foi Vice-Chanceler. Após a morte de Casimiro III, o Grande, em 1370, Jan apoiou Casimiro IV da Pomerânia contra Luís I da Hungria. Após perder a disputa com os partidários da dinastia angevina, foi exilado em 1371, retornando quatro anos mais tarde.
Entre os anos de 1377 e 1386 escreveu uma crônica em latim sobre os anos de 1370 e 1384, e os eventos que testemunhou.